# Maypacius kaestneri
Maypacius kaestneri är en spindelart som beskrevs av Roewer 1955. Maypacius kaestneri ingår i släktet Maypacius och familjen vårdnätsspindlar. Inga underarter finns listade i Catalogue of Life.